# まちポレいわき
まちポレいわきは、福島県いわき市平字白銀町1-15 世界館ビルにある映画館（ミニシアター）。
経営は株式会社名画座。JRいわき駅前の世界館ビル内に所在する。ポレポレいわき時代は7スクリーン計674席だったが、まちポレいわきとなってからは2スクリーン計114席である。
2018年（平成30年）にはイオンモールいわき小名浜に同じく株式会社名画座が関与するポレポレシネマズいわき小名浜が開館。この際にポレポレいわきは7スクリーンから2スクリーンに縮小し、まちポレいわきに改称してリニューアルオープンした。

## 歴史

### 世界館（1931年～1969年）
1931年（昭和6年）、福島県石城郡平町田町39番地に有声座として開場した。主に松竹系の作品を上映し、平市へ市制施行した翌年の1938年（昭和13年）には『愛染かつら』がヒットしたものの、太平洋戦争時に建物疎開で休業した。
戦後の1946年（昭和21年）11月、平の名物男と云われた鈴木寅次郎が再建し、世界館に改称して大映系映画館となった。

### 世界館ビル時代（1969年～）
1966年（昭和41年）10月1日、平市は現在のいわき市に改称。合併前の平市内には世界館を含めた8館、磐城市に5館、常磐市に3館、勿来市に3館、内郷市に2館、石城郡四倉町に1館、計22の映画館が存在していた。
1969年（昭和44年）8月には現在地に世界館ビルが建てられ、平大映、アポロ座、平東宝の3スクリーン体制で再開館した。その後1971年（昭和46年）に大映が倒産したことで、平大映が平ロマンに改称。1973年（昭和48年）2月、才槌小路9で明治時代の1889年（明治22年）から営業を続けていた聚楽館が火災で全焼すると、世界館ビルの地下1階に移転する形で聚楽館が再開場。更に田町8にあった平名画座も移転し、世界館ビルは5スクリーン体制となった。
その後1980年代後半に聚楽館とアポロ座が「聚楽館シネマ1・2」に改称。1998年（平成10年）11月27日には東日本映画株式会社が大工町9-2で手掛けていた平テアトルの別館として、平ロマンと名画座を「平テアトル3・4」に改めたが、1999年（平成11年）9月1日付で聚楽館が撤退。2000年（平成12年）2月5日に聚楽館シネマ1・2跡に「平テアトル1・2」が移転と、興行会社の転退出で経営者が交代した結果、2008年（平成20年）には建物の所有者がスクリーン名を平テアトルに統一し営業を継続した。

#### ポレポレいわき（2010年～2018年）
2010年（平成22年）7月10日には7スクリーン体制にリニューアルオープンし、ポレポレいわきに改称した。この際には「日本で一番ちいさなシネコン」を謳っている。ポレポレはスワヒリ語で「ゆっくり」「のんびり」という意味があり、約400通の応募の中から選ばれたほか、東京都のポレポレ東中野による配給も受けている。
2011年（平成23年）3月11日に東日本大震災が発生すると休館を余儀なくされたが、3月29日には4スクリーンで営業を再開した。いわきの街を再生させるために地元自治体などからの要請を受けたからであり、地震で倒壊した映写機を社員が自ら修理して営業を再開した。急な再開にもかかわらず、再開当日には約20人の観客が訪れた。同年8月27日から9月2日まで、吉本興業企画による『Yell, Laugh&Peace上映会@いわき』が開催され、同年に封切られた『漫才ギャング』を監督した品川ヒロシも来館した。

#### まちポレいわき（2018年～）
2018年（平成30年）6月15日には郊外にイオンモールいわき小名浜がオープンし、株式会社名画座はテナントとして9スクリーンのポレポレシネマズいわき小名浜を開館させた。これに伴い、ポレポレいわきは7スクリーンから2スクリーンに減らしたうえでまちポレいわきに改称し、単館ミニシアター系作品の上映館に転向した。
2020年（令和2年）4月18日から5月28日まで、新型コロナウイルス感染症流行の影響により約1か月半休業。先述の震災時を上回る長期休業となった。
2025年（令和7年）1月には、いわき市出身の女優・富田望生が主演した『港に灯がともる』がまちポレいわきで上映され、同月26日には富田が舞台挨拶を行った。

## 施設

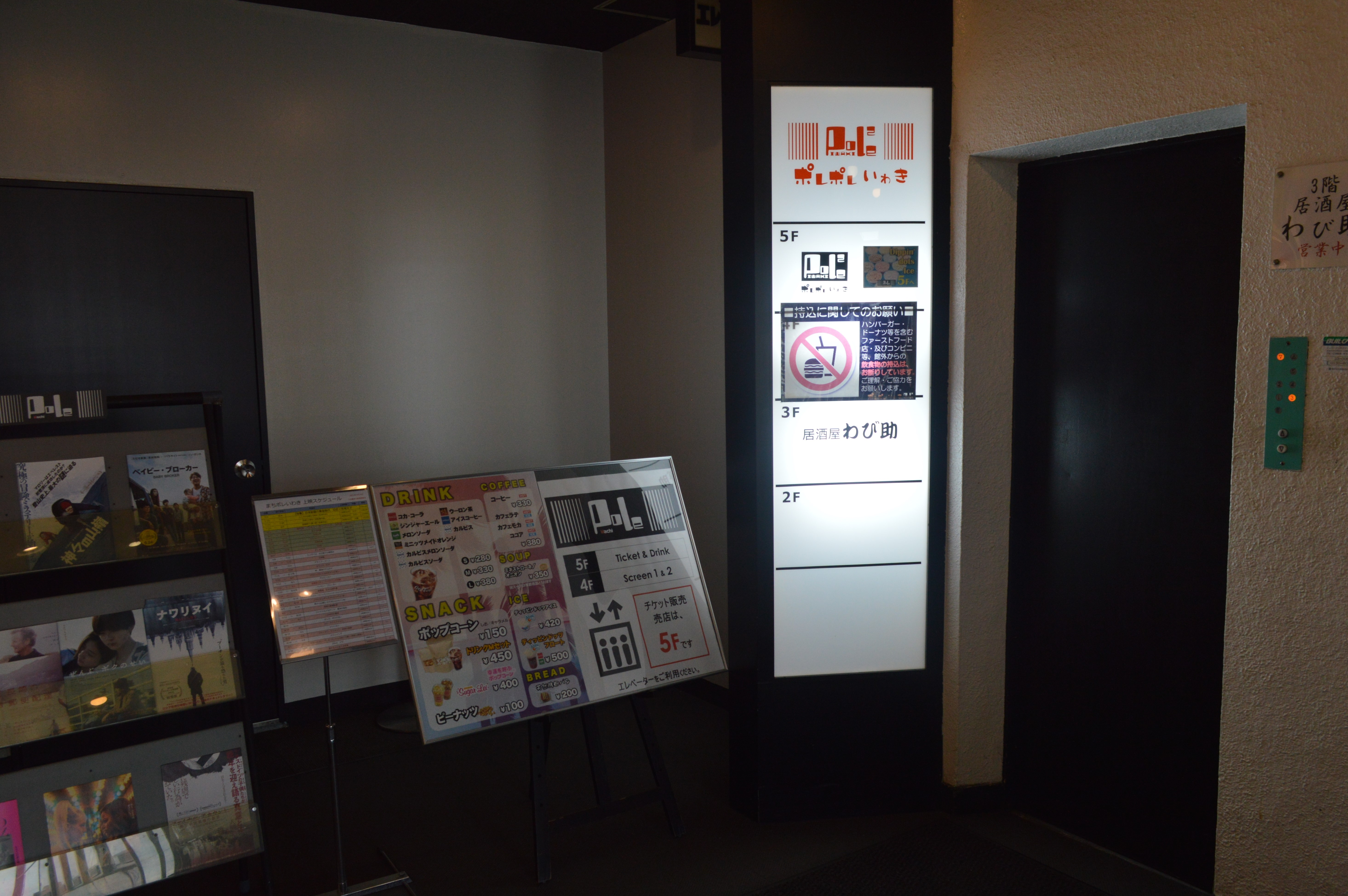
まちポレいわき1階のエレベーターホール（2022年7月撮影）

2010年（平成22年）から2018年（平成30年）まで、5階建ての世界館ビル内の1階にチケット・フードドリンク売り場、カフェブース（歴史的な映写機 - MOTIOGRAFH・音響機器 - VICTOR PHOTOPHONE SYSTEM・Altec Lansing A7や名画のパンフレット展示）があり、地下・2階・4階・5階に7スクリーンがあった。まちポレになってからは5階にチケット・フードドリンク売場、4階に2スクリーンを有する体制となっており、地下のスクリーン跡はライブハウス『Music&Bar QUEEN』に改修されている。

### ポレポレいわき（2010年～2018年）
- スクリーン1：192席
- スクリーン2：100席
- スクリーン3：168席
- スクリーン4：74席
- スクリーン5：50席
- スクリーン6：60席
- スクリーン7：30席

- DLP：35mm上映対応
- 3D上映方式対応
- デジタル5.1ch音響

### まちポレいわき（2018年～）
- スクリーン1：50席 - ポレポレいわき時代のスクリーン4。
- スクリーン2：50席 - ポレポレいわき時代のスクリーン5。

## その他
経営者一族が近隣のS-PALいわき内で「えきポレ眼科クリニック」を開業している。